# Michael Hendricks

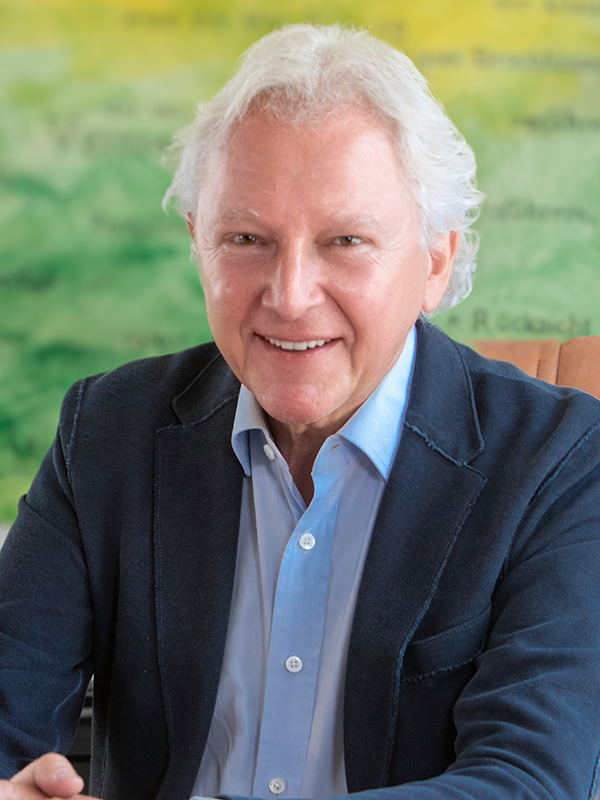
Michael Hendricks

Michael Hendricks (* 30. Juni 1954 in Duisburg) ist ein deutscher Unternehmer. Er ist Gründer und Geschäftsführer der Firma Hendricks & CO in Düsseldorf, eines Unternehmens, das sich auf D&O-Versicherungen spezialisiert hat. Michael Hendricks gilt als D&O-Wegbereiter im deutschsprachigen Raum.

## Leben
Nach seinem Jurastudium an der Universität Köln arbeitete Michael Hendricks von 1985 bis 1987 in der Anwaltssozietät Donovan, Leisure, Newton & Irvine in New York mit Schwerpunkt Produkthaftung. 1987 wechselte er in die Auslandsabteilung der AXA-Colonia und war dort mit der Entwicklung von Produkthaftpflichtversicherungen betraut. 1990 wechselte er erneut und baute für die Roland Rechtsschutzversicherung eine Industrierechtsschutzabteilung auf.
Hendricks erkannte früh, dass die in Deutschland angebotenen amerikanischen Standard-D&O-Policen nicht mit dem deutschen Recht kompatibel waren und deshalb eigene D&O-Policen deutscher Prägung entwickelt werden mussten. Das monistische Führungsgremium amerikanischer Kapitalgesellschaften kennt nicht die strikte Trennung zwischen Leitung und Kontrolle wie sie beispielsweise in der deutschen Aktiengesellschaft durch die Organe Vorstand (Leitung) und Aufsichtsrat (Kontrolle) institutionalisiert ist. Deshalb spielte in den angelsächsischen D&O-Policen die Innenhaftung von Vorständen und Aufsichtsräten auch keine Rolle.
Michael Hendricks entwickelte deshalb eigene D&O-Deckungskonzepte mit detaillierten Bedingungswerken zur Inhaftungsnahme von Vorständen und Aufsichtsräten und bot sie als so genannter Wording-Spezialist den führenden D&O-Versicherern an.
1994 gelang es Hendricks als erstem Anbieter in Deutschland bei den D&O-Versicherern neben der Deckung von Schadenersatzansprüchen Dritter wie Kunden, Lieferanten, Behörden und Aktionären (Außenhaftung) auch die uneingeschränkte Deckung von möglichen Regressansprüchen der Gesellschaft gegenüber ihren Vorständen und Aufsichtsräten bzw. Geschäftsführern und Beiräten durchzusetzen. Heute beziehen sich neun von zehn D&O-Schadensfällen in Deutschland auf solche Fälle, bei denen Manager vom eigenen Unternehmen auf Schadenersatz verklagt werden.

## Publikationen
- Geschäftsführungsrisiken richtig versichern. Freiburg 1995, ISBN 978-3-930661-07-7.
- Als Co-Autor: Der GmbH-Geschäftsführer. Düsseldorf 2005.